# Beschermde gebieden in Georgië

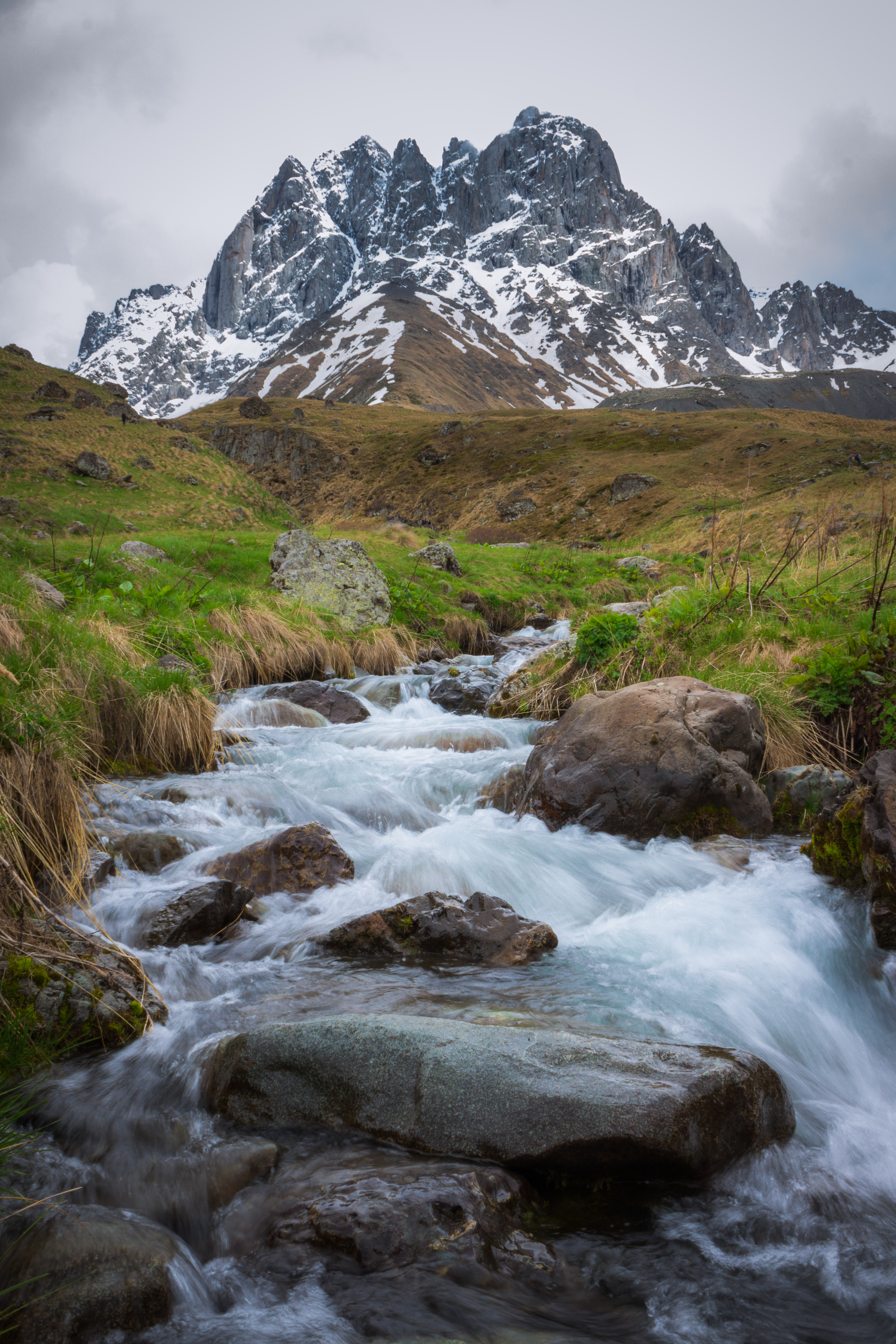
Georgië kent bijna honderd beschermde natuurgebieden en landschappen. Nationaal park Kazbegi is een populaire bestemming.

De beschermde natuurgebieden in Georgië omvatten gebieden die vanwege hun natuurhistorische of cultuurhistorische waarde van groot belang worden geacht en een beschermde status hebben gekregen. De totale oppervlakte van Georgische beschermde gebieden is 798.287 ha (7983 km2), wat neerkomt op 11,5% van het grondgebied van het land. Het oudste beschermde gebied is het natuurreservaat Lagodechi opgericht in 1912 toen Georgië deel uitmaakte van het Russisch Rijk.

## Beschermde gebieden

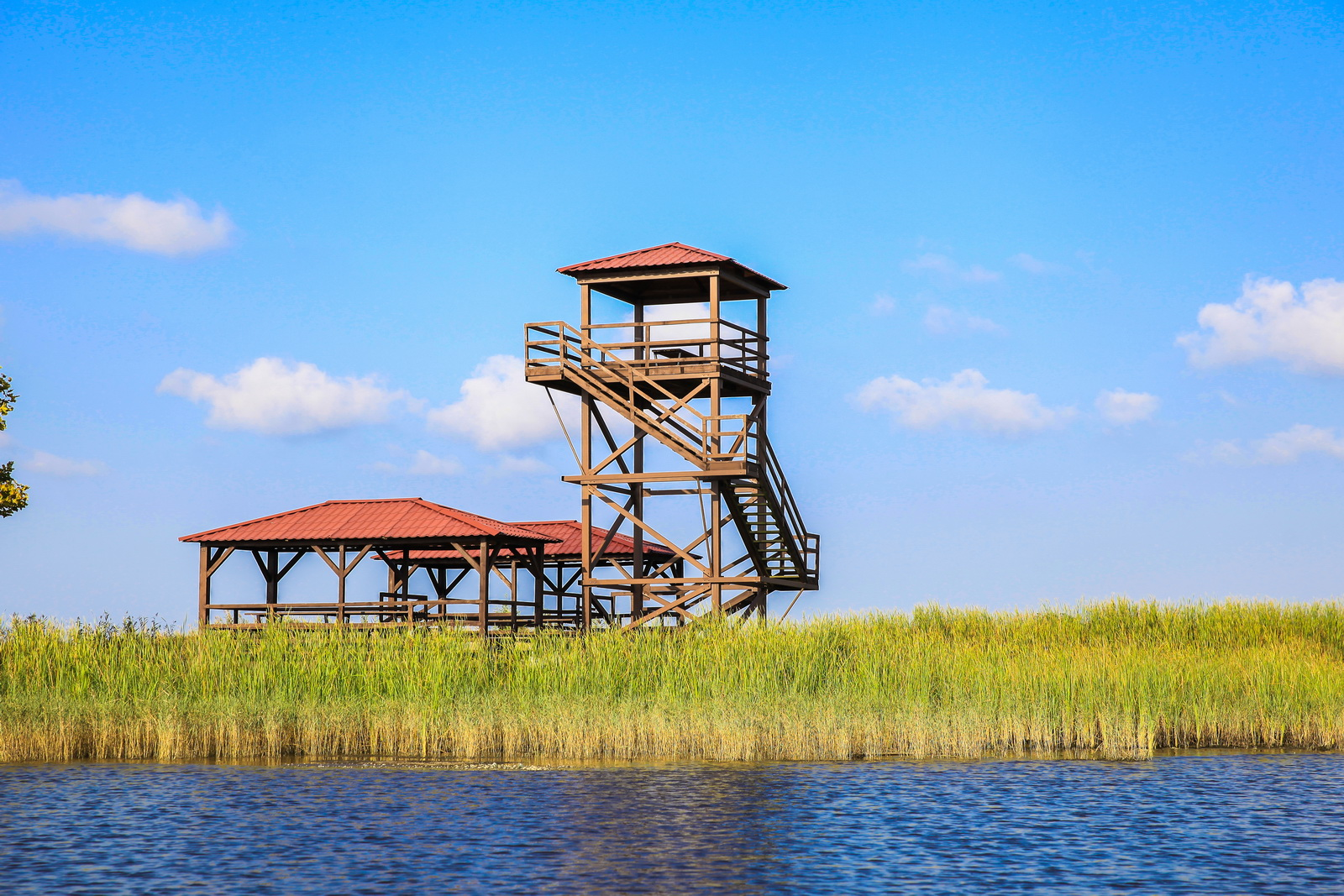
Naast imposante berggebieden kent Georgië ook draslanden, zoals het Nationaal park Kolcheti.

Er zijn in totaal 94 beschermde gebieden in vijf door de IUCN erkende categorieën, namelijk veertien strikte natuurreservaten (139.048 ha), dertien nationale parken (445.767 ha), 24 beheerde natuurreservaten (76.200 ha), 40 Natuurmonumenten (2749 ha) en drie beschermde landschappen (138.327 ha). Twee gebieden vallen onder de Conventie van Ramsar, een internationale conventie ter bescherming van draslanden.

## Beheer
Het Agentschap van Beschermde Gebieden (Georgisch: დაცული ტერიტორიების სააგენტოს, Datsoeli Teritoriebis Saagentos) beheerd alle beschermde gebieden met uitzondering van de drie beschermde landschappen die door de betreffende gemeenten waarin ze liggen worden beheerd. Het agentschap werd in 2008 opgericht en valt onder het ministerie van milieubescherming en natuurbronnen. Naast de algemene natuurbeschermingstaken dient is het ook gelast met het aanbieden van ecotoeristische diensten voor bezoekers en heeft het de autoriteit individuen die illegaal het land zijn binnengekomen (en zich in het gebied ophouden), via land, zee of lucht in detentie te nemen.
Binnen de Georgische Sovjetrepubliek viel het beheer wisselend direct onder de Raad van Ministers, het Ministerie van Landbouw of het Ministerie van Bosbouw. In 1997 werden de contouren van het hedendaagse agentschap geschapen, als de 'Staatsdienst van Beschermde Gebieden, Strikte Natuurreservaten en Jachtboerderijen van Georgië'.

## Statistiek
De beschermde gebieden van Georgië werden in 2019 door iets minder dan 1,2 miljoen mensen bezocht, waarvan 10% uit Rusland, het grootste aandeel van afkomst. Het nationaal park Kazbegi, de Martvili-kloof, en de Prometheus-grotten (gemeente Tskaltoebo) zijn de drie veruit populairste beschermde gebieden in Georgië met rond de 190.000 bezoekers in 2019.

## Nationale parken
Er zijn in Georgië dertien nationale parken met een totale oppervlakte van 445.767 ha. De nationale parken vallen onder de IUCN categorie II.

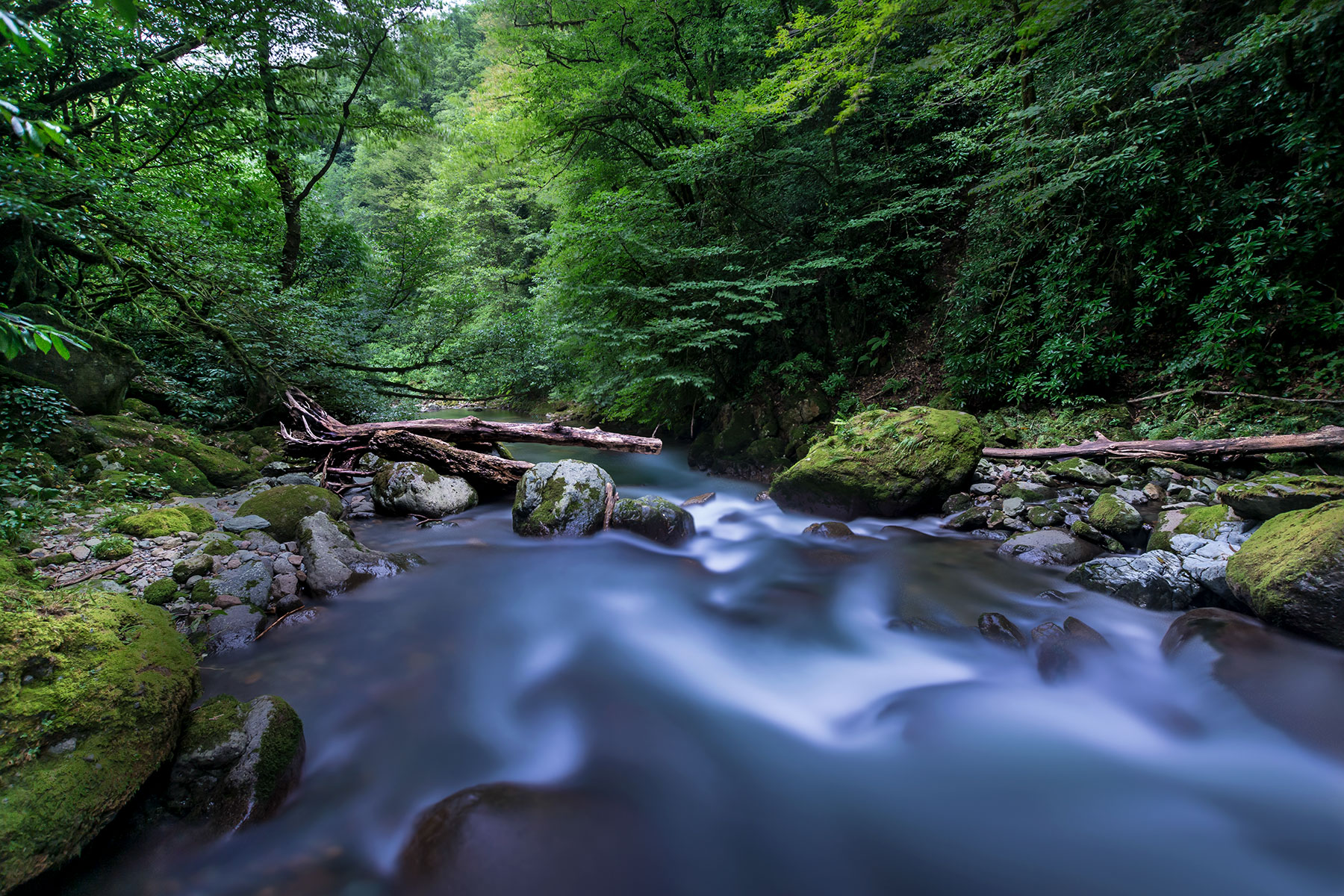
De vochtige wouden van het nationaal park Mtirala in het Adzjaarse gedeelte van het Meschetigebergte.
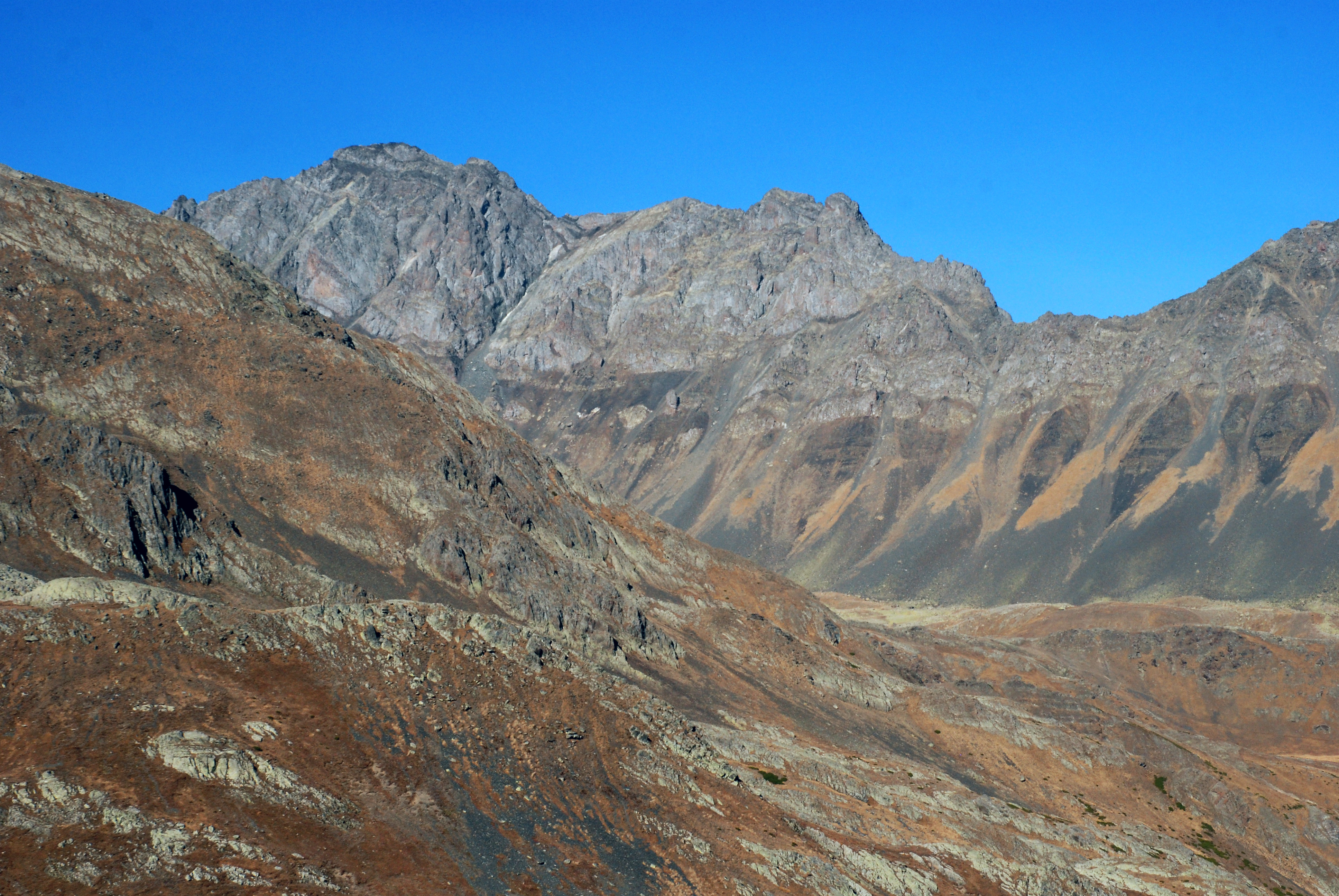
Psjavi-Chevsoeretië is een van de nieuwere nationaal parken en omvat cultuur-historisch belangrijke bergvalleien.
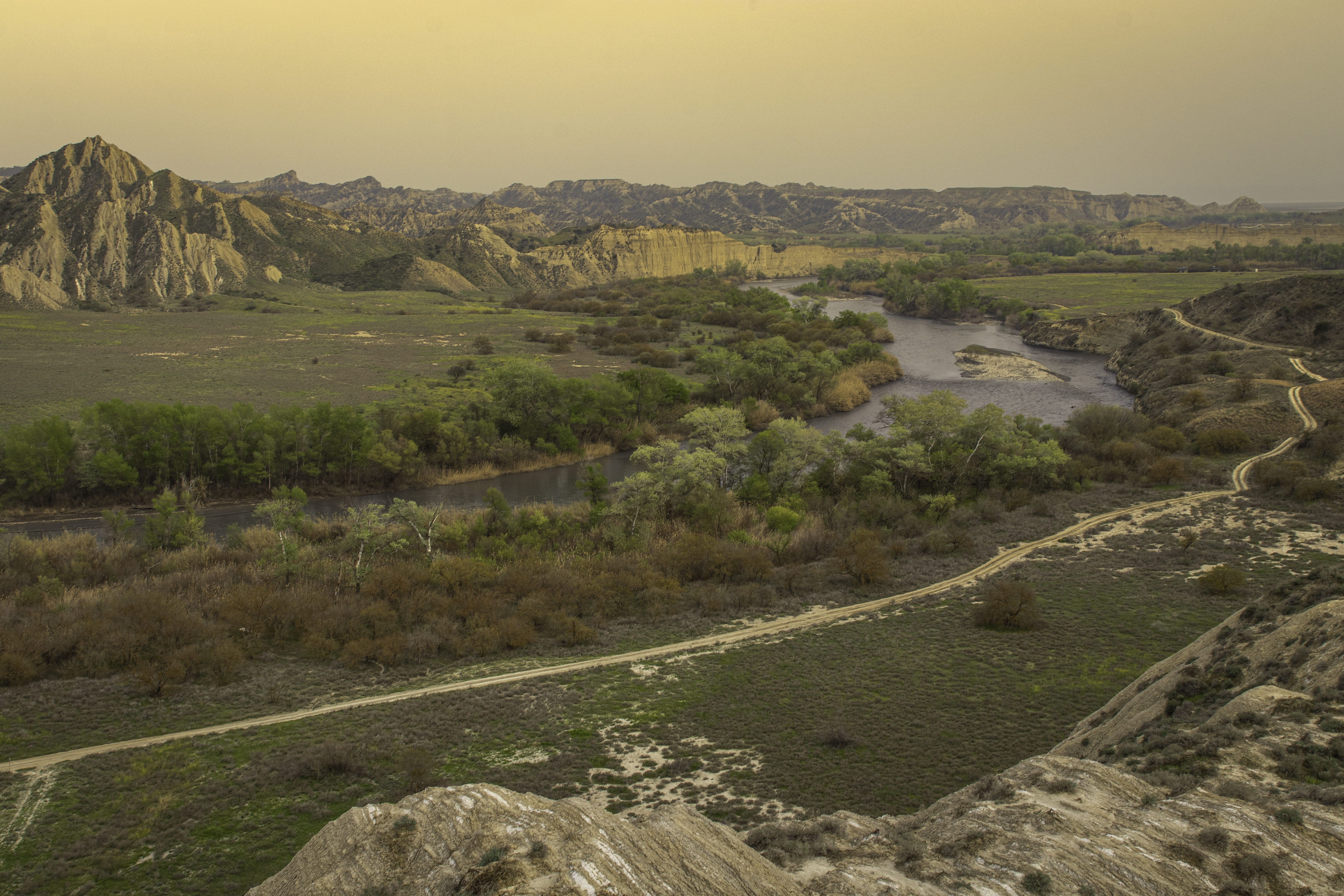
In het zuidoosten van het land zijn aride steppes te vinden, in het strikt natuurreservaat en Nationaal park Vasjlovani.

| 1                                                                                         | Algeti                    | 2007 | 1965 | 15.763  | 1100–1950 | Tetritskaro                   | Kvemo Kartli           |
| 2                                                                                         | Bordzjomi-Charagaoeli     | 1995 | 1935 | 107.649 | 400–2642  | Bordzjomi Achaltsiche Adigeni | Samtsche-Dzjavacheti   |
| 2                                                                                         | Bordzjomi-Charagaoeli     | 1995 | 1935 | 107.649 | 400–2642  | Charagaoeli Baghdati          | Imereti                |
| 2                                                                                         | Bordzjomi-Charagaoeli     | 1995 | 1935 | 107.649 | 400–2642  | Chasjoeri                     | Sjida Kartli           |
| 3                                                                                         | Dzjavacheti               | 2011 | 2011 | 19.309  | 1800–3300 | Achalkalaki Ninotsminda       | Samtsche-Dzjavacheti   |
| 4                                                                                         | Eroesjeti                 | 2021 | 2021 | 11.385  |           | Achaltsiche Aspindza          | Samtsche-Dzjavacheti   |
| 5                                                                                         | Kazbegi                   | 1976 | 1976 | 78.543  | 1400–4100 | Kazbegi                       | Mtscheta-Mtianeti      |
| 6                                                                                         | Kintrisji                 | 2018 | 1959 | 10.406  | 300–2500  | Koboeleti                     | Adzjarië               |
| 7                                                                                         | Kolcheti                  | 1999 | 1947 | 80.799  | 0–20      | Abasja Chobi Senaki Zoegdidi  | Samegrelo-Zemo Svaneti |
| 7                                                                                         | Kolcheti                  | 1999 | 1947 | 80.799  | 0–20      | Lantsjchoeti                  | Goeria                 |
| 8                                                                                         | Matsjachela               | 2012 | 2012 | 13.070  | 300–1800  | Chelvatsjaoeri                | Adzjarië               |
| 9                                                                                         | Nationaal park Mtirala    | 2007 | 2007 | 15.699  | 15–1200   | Chelvatsjaoeri Keda Koboeleti | Adzjarië               |
| 10                                                                                        | Psjavi-Chevsoeretië       | 2014 | 2014 | 79.908  | [ 7 ]     | Doesjeti                      | Mtscheta-Mtianeti      |
| 11                                                                                        | Nationaal park Tbilisi    | 2007 | 1973 | 21.036  | 600–1700  | Mtscheta                      | Mtscheta-Mtianeti      |
| 11                                                                                        | Nationaal park Tbilisi    | 2007 | 1973 | 21.036  | 600–1700  | Tbilisi                       |                        |
| 12                                                                                        | Nationaal park Toesjeti   | 2003 | 2003 | 113.660 | 900–4800  | Achmeta                       | Kacheti                |
| 13                                                                                        | Nationaal park Vasjlovani | 2003 | 1935 | 35.292  | 100–900   | Dedoplistskaro                | Kacheti                |
| Bronnen: Agentschap van beschermde gebieden, Protected Planet, National Parks of Georgia. |                           |      |      |         |           |                               |                        |

## Strikte natuurreservaten
Er zijn in Georgië veertien 'strikte natuurreservaten' met een totale oppervlakte van 139.048 ha. De reservaten vallen onder de IUCN categorie Ia. Het Lagodechi strikt natuurreservaat is het oudste beschermd natuurgebied in Georgië.

In Abchazië liggen meerdere strikte natuurreservaten, waaronder het gebied rond het Ritsameer.
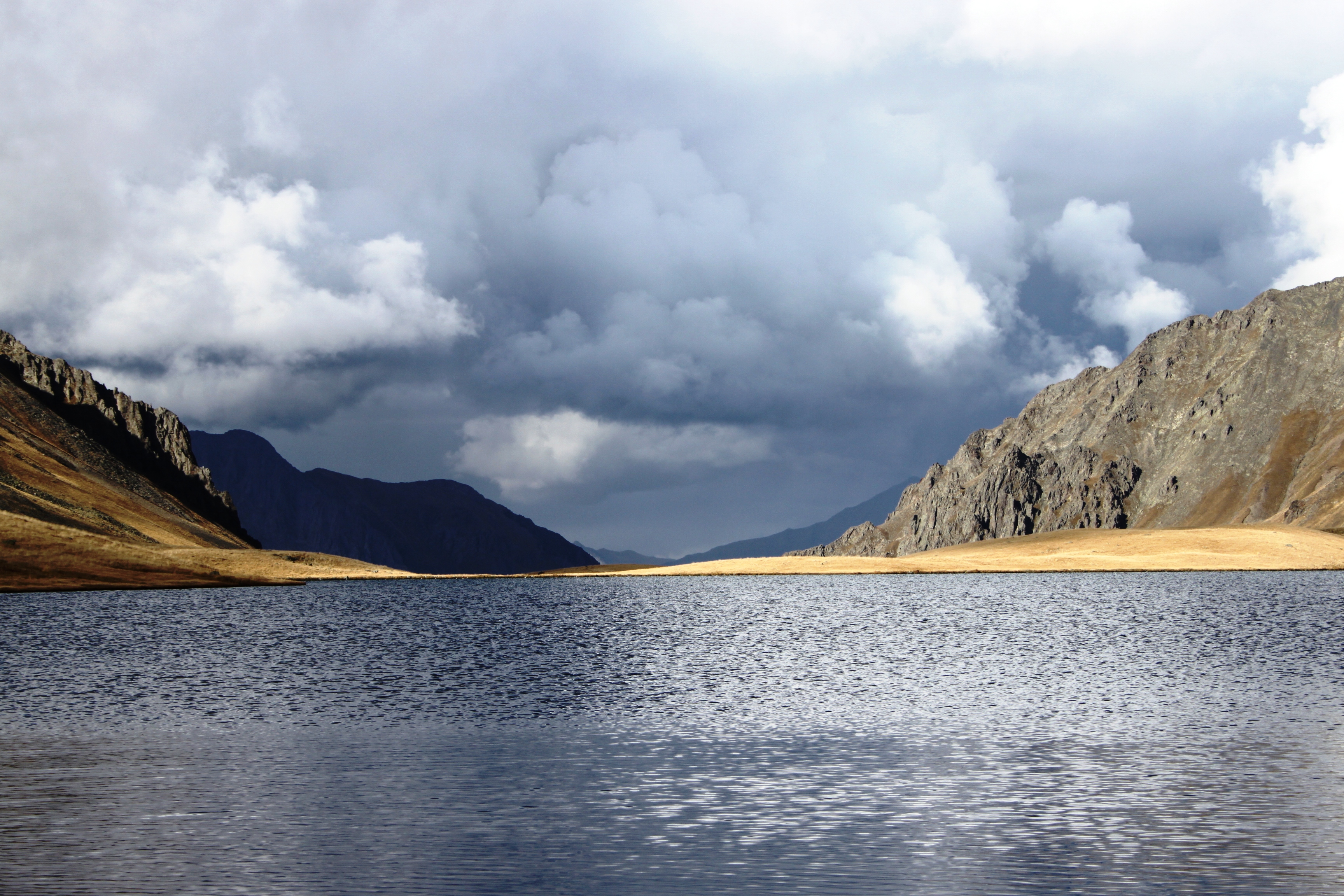
Lagodechi strikt natuurreservaat is het oudste beschermde natuurgebied en heeft dichte bossen en hoogalpiene landschappen.
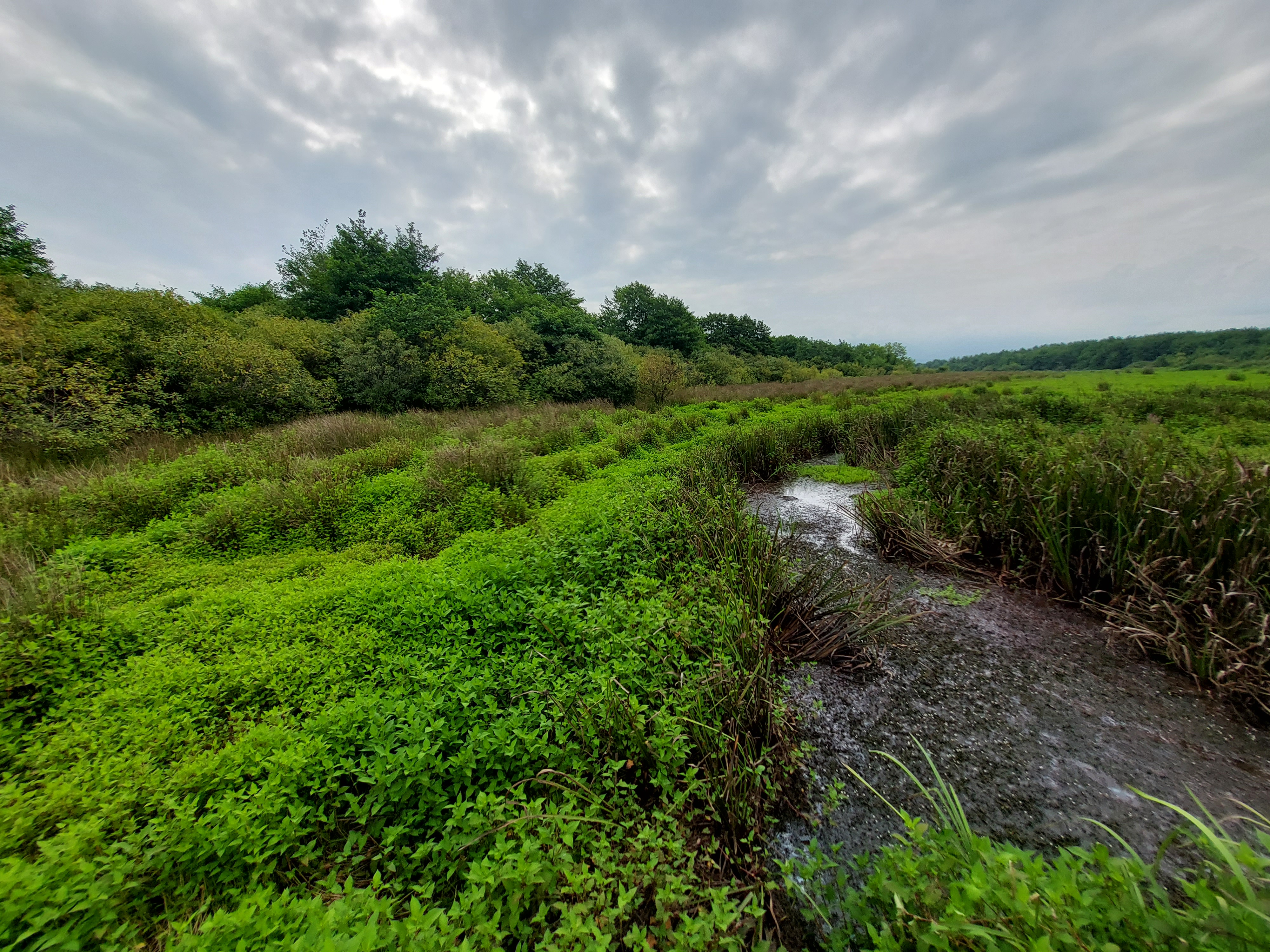
Draslanden in het Koboeleti strikt natuurreservaat.

| 1                                                                                         | Babaneoeri          | 1961 | 1.516  | 380–1100    | Achmeta                             | Kacheti                     | Zelkova-bos                            |
| 2                                                                                         | Batsara             | 1935 | 5.548  | 700–2000    | Achmeta                             | Kacheti                     | Venijnboom-bos                         |
| 3                                                                                         | Bitsjvinta-Mioeseri | 1966 | 7.533  | 700–2000    | Gagra                               | Abchazië                    | Turkse den, inheemse Kolchische flora. |
| 4                                                                                         | Bordzjomi           | 1935 | 23.750 | 400–2642    | Bordzjomi                           | Samtsche-Dzjavacheti        | Turkse den, inheemse Kolchische flora. |
| 5                                                                                         | Kintrisji           | 1959 | 5.586  | 300–2500    | Koboeleti                           | Adzjarië                    | Relict vochtige woud                   |
| 6                                                                                         | Koboeleti           | 1998 | 570    | 0           | Koboeleti                           | Adzjarië                    | Draslanden                             |
| 7                                                                                         | Lagodechi           | 1912 | 19.755 | 590–3500    | Lagodechi                           | Kacheti                     | Wilde oerlandschappen                  |
| 8                                                                                         | Liachvi             | 1977 | 6.388  | 1.200–2.300 | Achalgori                           | Sjida Kartli (Zuid-Ossetië) | Alpiene bossen                         |
| 9                                                                                         | Mariamdzjvari       | 1935 | 1.023  | 800–1.800   | Sagaredzjo                          | Kacheti                     | Relict inheemse grove den              |
| 10                                                                                        | Pschoe-Goemista     | 1978 | 40.734 |             | Soechoemi                           | Abchazië                    | Inheemse loof- en conifeerbossen       |
| 11                                                                                        | Ritsa               | 1957 | 13.893 | 100–3.256   | Goedaoeta                           | Abchazië                    | Ecoysteem rond Ritsameer               |
| 12                                                                                        | Sataplia            | 1935 | 505    |             | Tskaltoebo Choni Terdzjola Tkiboeli | Imereti                     | Grotten                                |
| 13                                                                                        | Toesjeti            | 2003 | 23.151 |             | Achmeta                             | Kacheti                     |                                        |
| 14                                                                                        | Vasjlovani          | 1935 | 17.612 | 300–600     | Dedoplistskaro                      | Kacheti                     |                                        |
| Bronnen: Agentschap van beschermde gebieden, Protected Planet, National Parks of Georgia. |                     |      |        |             |                                     |                             |                                        |